# Conseil national consultatif des personnes handicapées
Le conseil national consultatif des personnes handicapées (CNCPH) a été créé par la loi du 30 juin 1975 d’orientation en faveur des personnes handicapées. Il s’agit d’une instance française à caractère consultatif chargée d’assurer la participation des personnes handicapées à l’élaboration et à la mise en œuvre des politiques les concernant. Les dispositions applicables à cette instance sont codifiées aux articles L. 146-1 et D. 146-1 à D. 146-12 du code de l'action sociale et des familles (CASF).
La composition du CNCPH a évolué dans le temps. À l’origine, il était constitué des principales associations représentatives des personnes handicapées et des parents d’enfants handicapés. Plus tard, sa composition a été élargie aux représentants des organisations syndicales, des collectivités territoriales (régions, départements et communes), de grandes institutions comme la Mutualité Française, la Croix-Rouge, l’UNIOPSS…
Le CNCPH comprend actuellement 160 membres titulaires avec chacun un suppléant à l’exception des deux parlementaires désignés par leur assemblée respective ainsi que le Président.
Le président et les vice-présidents sont désignés par la secrétaire d’État auprès du Premier Ministre, chargée des personnes handicapées. Le Président est nommé pour la durée de la mandature et il est renouvelable dans cette fonction. Les mandats au CNCPH ont été renouvelés en dernier lieu le 22 janvier 2020. Le CNCPH est actuellement présidé par Jérémie Boroy. Les membres sont nommés par arrêté du 8 février 2020.

## Champs de compétence et missions
Instance consultative placée auprès du Ministre chargé des personnes handicapées, le CNCPH a été créé par la loi du 30 juin 1975 d’orientation en faveur des personnes handicapées et les dispositions applicables à cette instances sont codifiées aux articles L. 146-1 et D. 146-1 à D. 146-9 du code de l’action sociale et des familles (CASF). Il a pour principale mission d’assurer la participation des personnes handicapées à l’élaboration et à la mise en œuvre des politiques publiques qui les concernent. Ainsi, le CNCPH peut être saisi ou s’autosaisir de toutes questions relatives à la politique du handicap.
La loi du 11 février 2005 « Égalité des droits et des chances, participation et la citoyenneté des personnes handicapées » renforce ses missions et prévoit que le CNCPH soit saisi de tous les projets de textes réglementaires pris en application de cette loi. D’une manière générale, cette loi donne au CNCPH une mission d’évaluation de la situation des personnes handicapées et de propositions d’actions portées à l’attention du Parlement et du Gouvernement.
Le CNCPH peut ainsi être saisi pour avis par le Premier ministre, par tout ministre ou par la majorité de ses membres de toute question entrant dans son champ de compétence, et notamment sur tout projet de disposition législative ou réglementaire.
Il peut également être consulté par le Président de l’Assemblée nationale, le Président du Sénat ou le président du Conseil économique, social et environnemental (CESE) sur tout sujet ayant une incidence sur la vie des personnes handicapées.
En outre, conformément à la circulaire du 4 septembre 2012 relative à la prise en compte du handicap dans les projets de loi, le CNCPH veille à la prise en compte du handicap dans les études d’impact des projets de loi étudiés par l’Assemblée nationale et le Sénat.
Le CNCPH participe par ailleurs au suivi de l’application de la Convention international des droits des personnes handicapées, adoptée le 13 décembre 2006, dans le cadre du comité de suivi français, coordonné par le Défenseur des droits.
Le CNCPH a pour missions : 
- d’accompagner et de conseiller les pouvoirs publics dans l’élaboration, la conduite et l’évaluation des politiques et de l’action publiques ;

- de formuler de manière indépendante des avis et recommandations et de les rendre publics.

## Composition
A l’origine, le CNCPH était constitué des principales associations représentatives des personnes handicapées et de leur famille. Aujourd’hui, sa composition a évolué pour rassembler la plus grande partie des acteurs de la politique du handicap : associations gestionnaires d’établissements et de services spécialisés, syndicats de salariés et d’employeurs, collectivités territoriales (régions, départements et communes), parlementaires, organismes de protection sociale, structures d’études et de recherches et des personnes « dites » qualifiées, reconnues pour leur expertise dans le domaine du handicap.
Conformément aux articles D. 146-2 et D. 146-3 du CASF, la nomination du Président, des Vice-présidents ainsi que des membres titulaires et suppléants du CNCPH est fixée par arrêté du ministre chargé des personnes handicapées pour une durée de trois ans. Le Président est renouvelable dans cette fonction.
Le dernier renouvellement du CNCPH date du 22 janvier 2020.

## Fonctionnement
Le secrétariat du CNCPH est assuré par le Secrétariat général du Comité interministériel du handicap (CIH), avec l’appui des services de la Direction générale de la cohésion sociale (DGCS).
Les membres titulaires sont répartis en 6 collèges représentant la diversité de la société et en 9 commissions thématiques. Sont nommés à la tête de chaque commission un Vice-président et deux assesseurs.
Il s’agit des commissions suivantes :
- « Accessibilité, Conception universelle et Numérique » ;
- « Compensation-ressources » ;
- « Organisation institutionnelle » ;
- « Éducation - scolarité - enseignement supérieur - coopération éducation ordinaire & éducation spécialisée » ;
- « Formation - emploi ordinaire et adapté - travail protégé » ;
- « Santé – Bien-être – Bientraitance » ;
- « Questions européennes et internationales » ;
- « Culture - Sports - Médias » ;
- « Citoyenneté - Territoires »

C’est dans le cadre de ces commissions que sont notamment préparées les observations et les recommandations qui donneront lieu aux avis du CNCPH sur les textes juridiques (lois, décrets, arrêtés) pour lesquels le Conseil s’est saisi.
Les neuf vice-présidents et leurs assesseurs composent le comité de gouvernance dont l’une des missions principales est de valider les projets d’avis, soumis pour adoption en Assemblée plénière.
L’Assemblée plénière du CNCPH tient une session au moins une fois par mois, soit 11 par an (pas de session au mois d’août) auxquelles s’ajoutent autant de réunions du comité de gouvernance du CNCPH. En cas de besoin, des réunions exceptionnelles de l’Assemblée plénière peuvent être par ailleurs organisées.
Les avis adoptés par le CNCPH revêtent l’une des formes suivantes : avis favorable, avis favorable avec réserve(s), avis favorable sous réserve(s), prise d’acte, avis défavorable.
À l’occasion du renouvellement de 2020, un comité de suivi des avis du CNCPH a été mis en place pour mesurer l’impact et les conséquences des avis rendus par le CNCPH. Ce comité est composé de trois membres du CNCPH, désignés par le président et qui siègent au comité de gouvernance.
De même, un conseil pour les questions sémantiques, sociologiques et éthiques du CNCPH a pour mission d’éclairer le CNCPH dans ses travaux.
Enfin, le CNCPH organise chaque année des consultations dématérialisées et thématiques en vue d’associer les citoyens à ses travaux.

## Présidents
- 1992-1996 : François Hollande[5]
- 1996-1999 : Roselyne Bachelot[6]
- 1999-2002 : Francis Hammel[7]
- 2002-2009 : Jean-Marie Schléret[8]
- 2009-2012 : Patrick Gohet[9]
- 2012-2015 : Martine Carrillon-Couvreur[10]
- 2015-2018 : Dominique Gillot[11]
- depuis 2020 : Jérémie Boroy[12]